# BbPress
bbPress est un gestionnaire de forum écrit en PHP et s'appuyant sur une base de données MySQL. Il est distribué selon les termes de la GNU GPL. Le projet a été lancé par les créateurs de WordPress. Il peut être ajouté à Wordpress avec un plugin.